# Dom St. Martin (Eisenstadt)

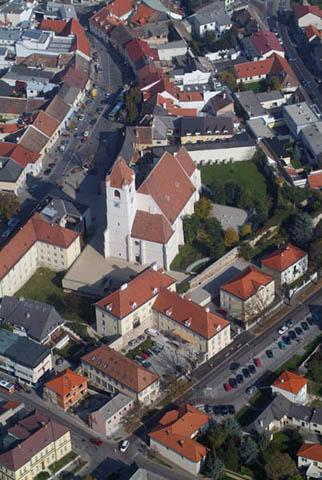
Luftbild des Doms St. Martin

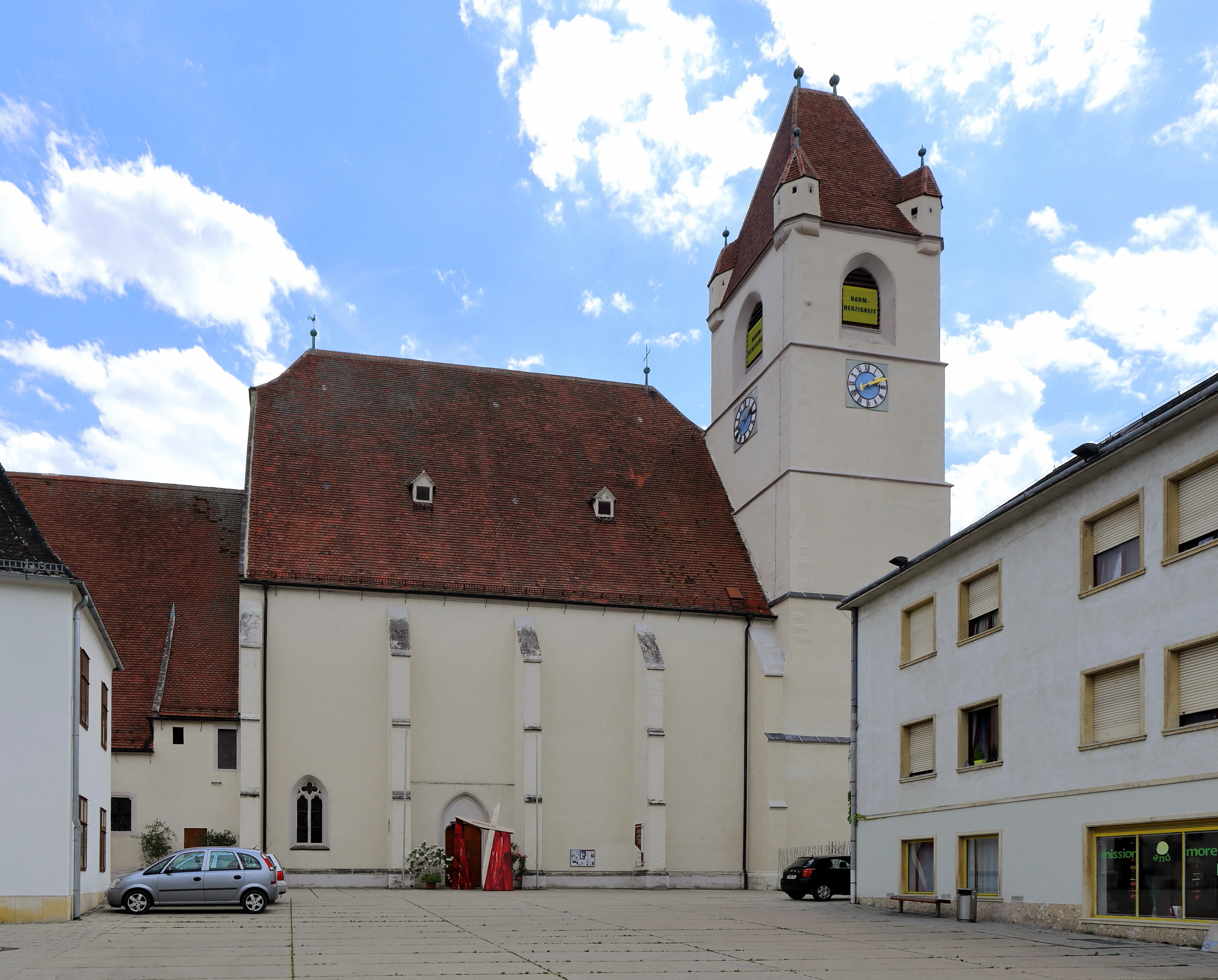
Der Dom vom Domplatz aus

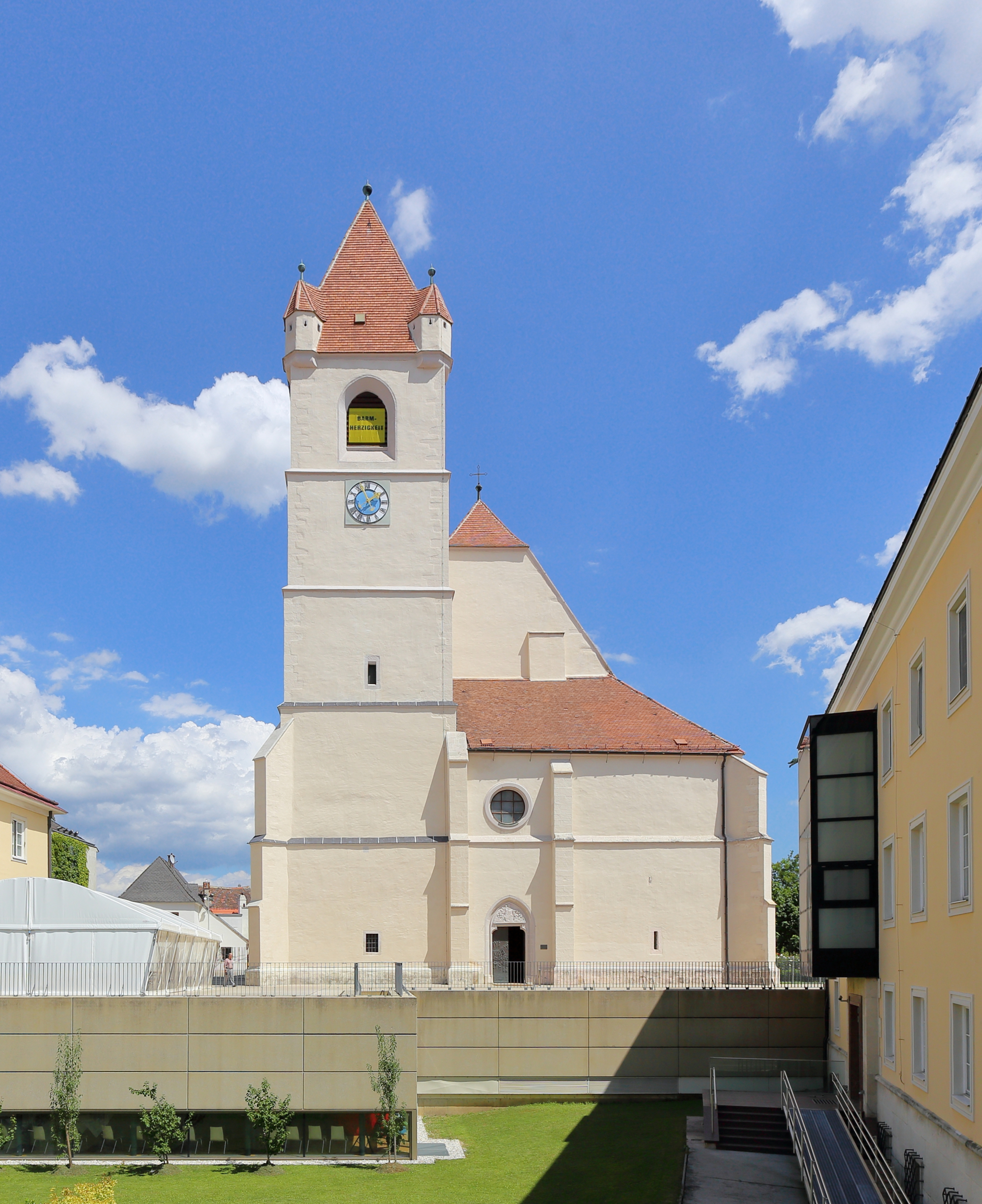
Westfront des Domes, nur der Nordturm wurde voll ausgebaut

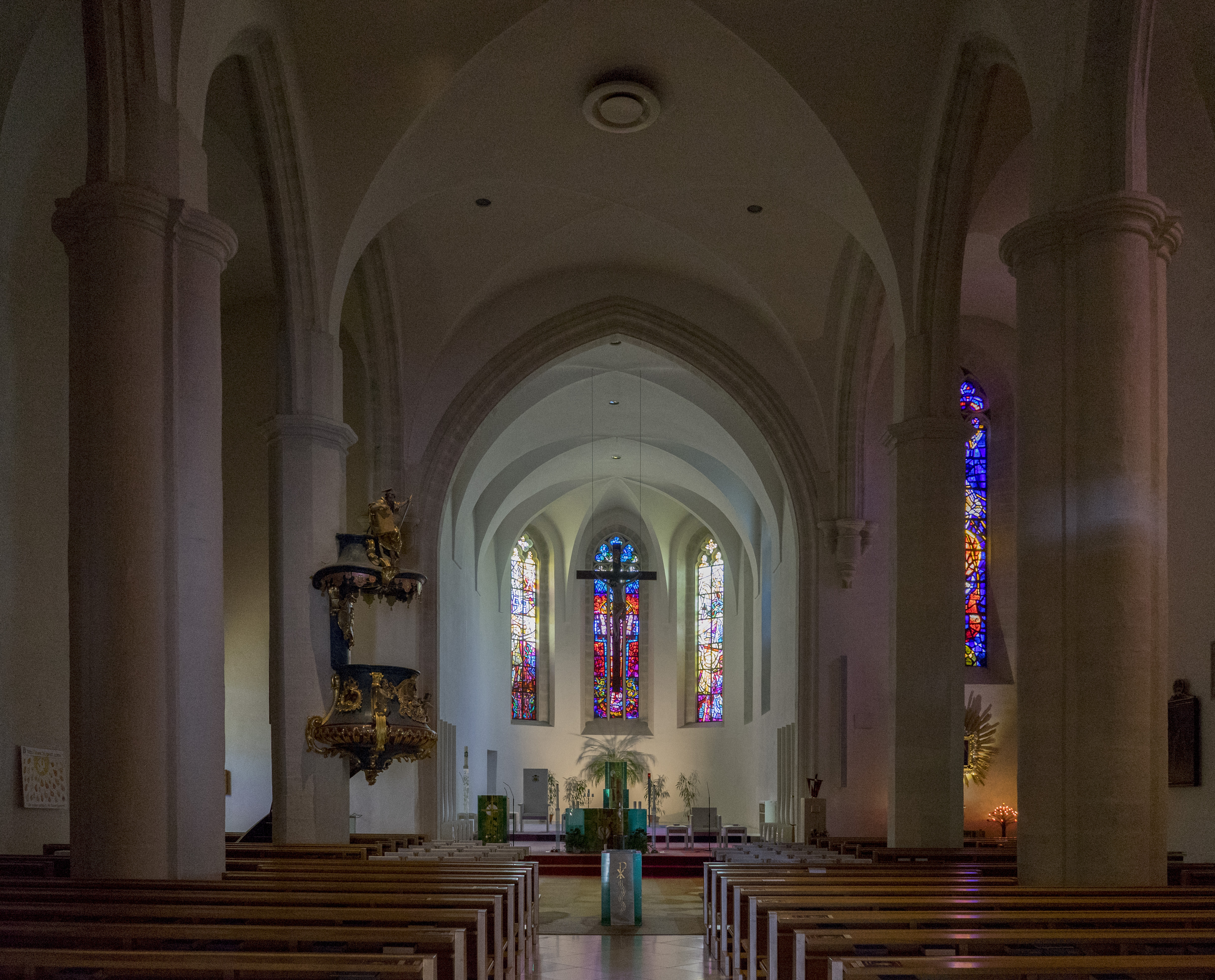
Mittelschiff, Blick zum Chor

Der römisch-katholische Dom St. Martin steht auf erhöhtem Terrain zwischen der Pfarrgasse und Rochusgasse in der Stadtgemeinde Eisenstadt im Burgenland. Seit 1960 ist die ehemalige Stadtpfarrkirche die Kathedrale der Diözese Eisenstadt.

## Geschichte
Die erste urkundliche Erwähnung einer dem heiligen Martin gewidmeten Kapelle erfolgte im Jahre 1264. Damals erhielt auch das heutige Eisenstadt seinen ersten Namen „minor Martin“, Kleinmartinsdorf (ungar. Kismarton).
Von dieser Kapelle ist noch ein romanisches Fundament im Bereich des heutigen Presbyteriums erhalten. Im 13. Jahrhundert wurde sie um einen Chor im frühgotischen Stil erweitert, im 14. Jahrhundert wurde eine Familiarenkapelle errichtet. Im Jahre 1460 kam es zum Kirchenneubau unter Stadthauptmann Johann Siebenhirter als Wehrkirche, da ein Einfall der Türken nach dem Fall Konstantinopels 1453 erwartet wurde.
Der gotische Bau wurde 1522 fertiggestellt. Nach dem großen Brand 1589 vergingen fast 30 Jahre, ehe die stark beschädigte Kirche von 1610 bis 1629 wiederaufgebaut wurde.
1777/78 wurde  ein von Stephan Dorfmeister geschaffenes großes Altarbild angebracht, welches „Die Verklärung des Hl. Martin“ zeigt. Im Jahr darauf errichtete der Wiener Orgelbauer Malleck nach Anweisungen von Joseph Haydn eine Kirchenorgel.
Nach der Errichtung des Bistums Eisenstadt wurde die Kirche St. Martin im Jahre 1960 zur Domkirche (Kathedrale) erhoben. Der Heilige Martin von Tours wurde Diözesan- und Landespatron. Unter Bischof Stephan László wurden 1960 der Innenraum und die Fenster neu gestaltet.
Im Jahre 2003 kam es unter Bischof Iby zur Neugestaltung des Domes, für welches das Architekturbüro Lichtblau-Wagner zeichnete. Mit dem Fest der Domsegnung am 12. April 2003 und der Altarweihe wurde die Renovierung nach einem Jahr Bauzeit abgeschlossen.
Im Jahr 2013 erhielt der Dom eine neue Glocke in der Tonlage D2 als Ergänzung des bisher unvollständigen musikalischen Motivs „Salve Regina“.

## Architektur
Die Kirche ist eine dreischiffige spätgotische Hallenkirche, wobei die Westfront als Zweiturmanlage geplant war, wo der Nordturm fünfgeschoßig und der Südturm nur zweigeschoßig ausgeführt wurde, der Südturm mit die zwischen den Türmen stehende Vorhalle stehen unter einem gemeinsamen Walmdach. Der zweijochigen Chor in der Breite des Mittelschiffes schließt mit einem Fünfachtelschluss, nördlich am Chor steht die nebenchorartig schließende heutige Familienkapelle.

## Ausstattung
Die Fenster des Presbyteriums spiegeln das Thema Christkönig wider und stammen von Franz Deéd. Die Glasfenster des Kirchenschiffes zeigen Motive aus der Offenbarung des Johannes und sind das Werk von Margret Bilger. Goldmosaik im Chor schuf Martha Bolldorf-Reitstätter.

## Einrichtung
Die Steinfigur hl. Martin am Triumphbogen, die sechs Gloria-Engel im Altarraum sowie die Session der Domherrn und Priester schuf der Bildhauer Jakob Adlhart. 1980 schuf Thomas Resetarits eine Schutzmantelmadonna, die am Portal des Dom angebracht wurde. Gilbert Bretterbauer gestaltete 2003 den Teppich, der mit den Farben der Glasfenster korrespondiert. Die Altarraumgestaltung wurde 2003 von Brigitte Kowanz entworfen und ist vom Werkstoff Glas geprägt.

## Kirchenmusik
Der Dom St. Martin ist für seine Kirchenmusik berühmt. So finden auch Konzerte der Haydn Festspiele im Dom statt.

### Orgel
Der Bau der Orgel erfolgte im Jahr 1778 durch den Orgelbauer Johann Gottfried Malleck aus Wien aufgrund einer Stiftung der Witwe Theresia Frigl. Der Neubau war erforderlich, da die vorherige Orgel bei Umbauarbeiten stark beschädigt worden war. Größere Umbauten an der Orgel erfolgten 1944 durch die Orgelbauanstalt Karl Schuke (Berlin). Damals wurden der Pedalumfang und der Umfang des ersten Manuals erweitert sowie ein Register hinzugefügt. Die letzte Restaurierung durch Schuke fand 1973 statt, dabei wurden sämtliche Zubauten aus den 1940er Jahren entfernt und zusammen mit der Pedalwindlade (12 Töne), dem Pedal-Holzregister und dem Prospekt rekonstruiert. Kennzeichnend für das Instrument ist, dass es einerseits noch barocke Elemente aufweist, während vieles bereits auf eine sich im frühen 19. Jahrhundert endgültig durchsetzende Klangästhetik vorausweist.

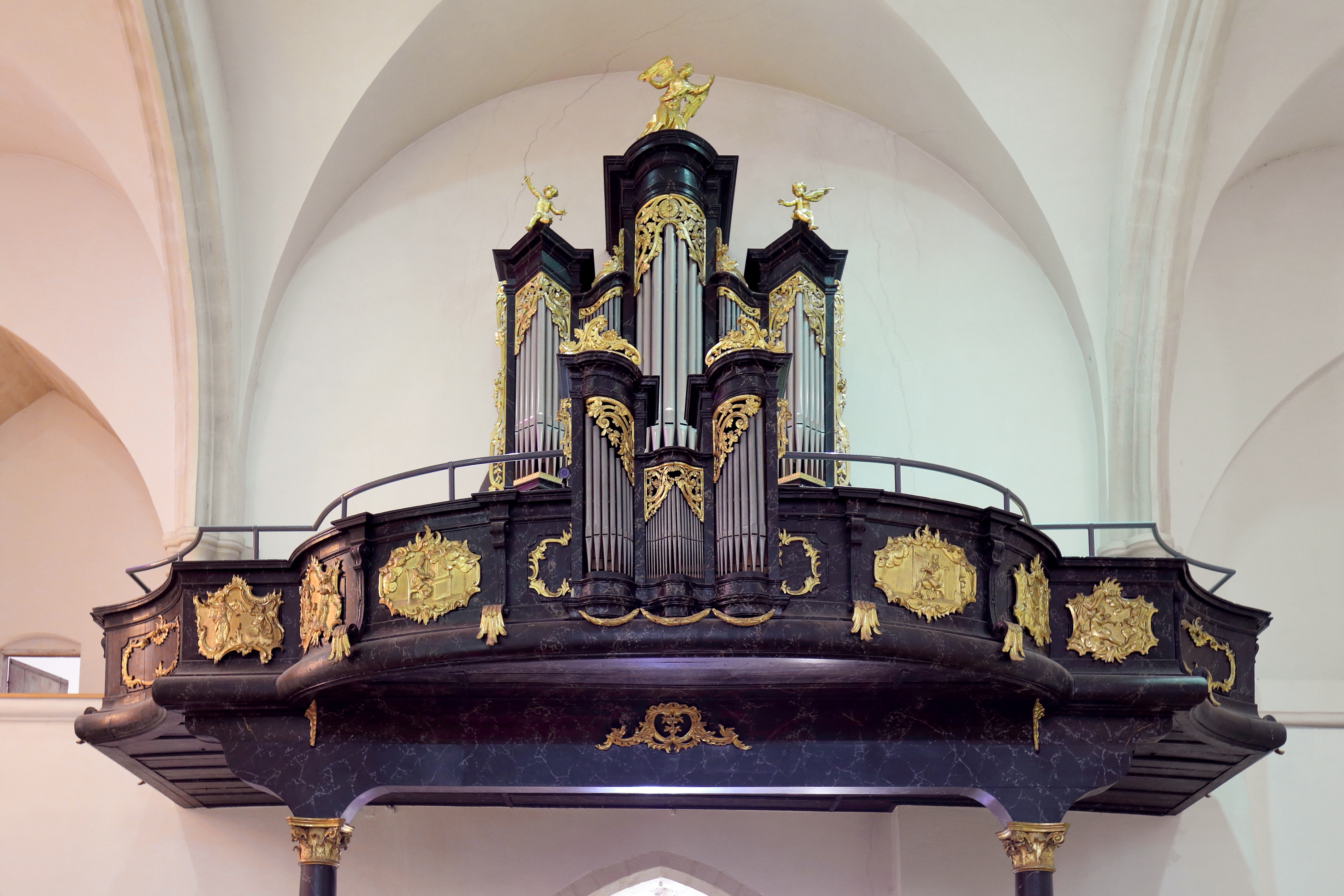
Die Malleck-Orgel (1778)

| I Hauptwerk C–f3 |               |       |
| 1.               | Principal     | 8′    |
| 2.               | Copl          | 8′    |
| 3.               | Quintadena    | 8′    |
| 4.               | Octav         | 4′    |
| 5.               | Fleten        | 4′    |
| 6.               | Fugara        | 4′    |
| 7.               | Quint         | 2 ⁄3′ |
| 8.               | Superoctav    | 2′    |
| 9.               | Mixtur III–IV | 1 ⁄3′ |

| II Positiv C–c3 |           |    |
| 10.             | Copl      | 8′ |
| 11.             | Principal | 4′ |
| 12.             | Fleten    | 4′ |
| 13.             | Octav     | 2′ |
| 14.             | Mixtur II | 1′ |

| Pedal C–f1 |               |     |
| 15.        | Subbass       | 16′ |
| 16.        | Principalbass | 8′  |
| 17.        | Bourdonbass   | 8′  |
| 18.        | Octavbass     | 4′  |
| 19.        | Posaunbass    | 16′ |

### Geläute

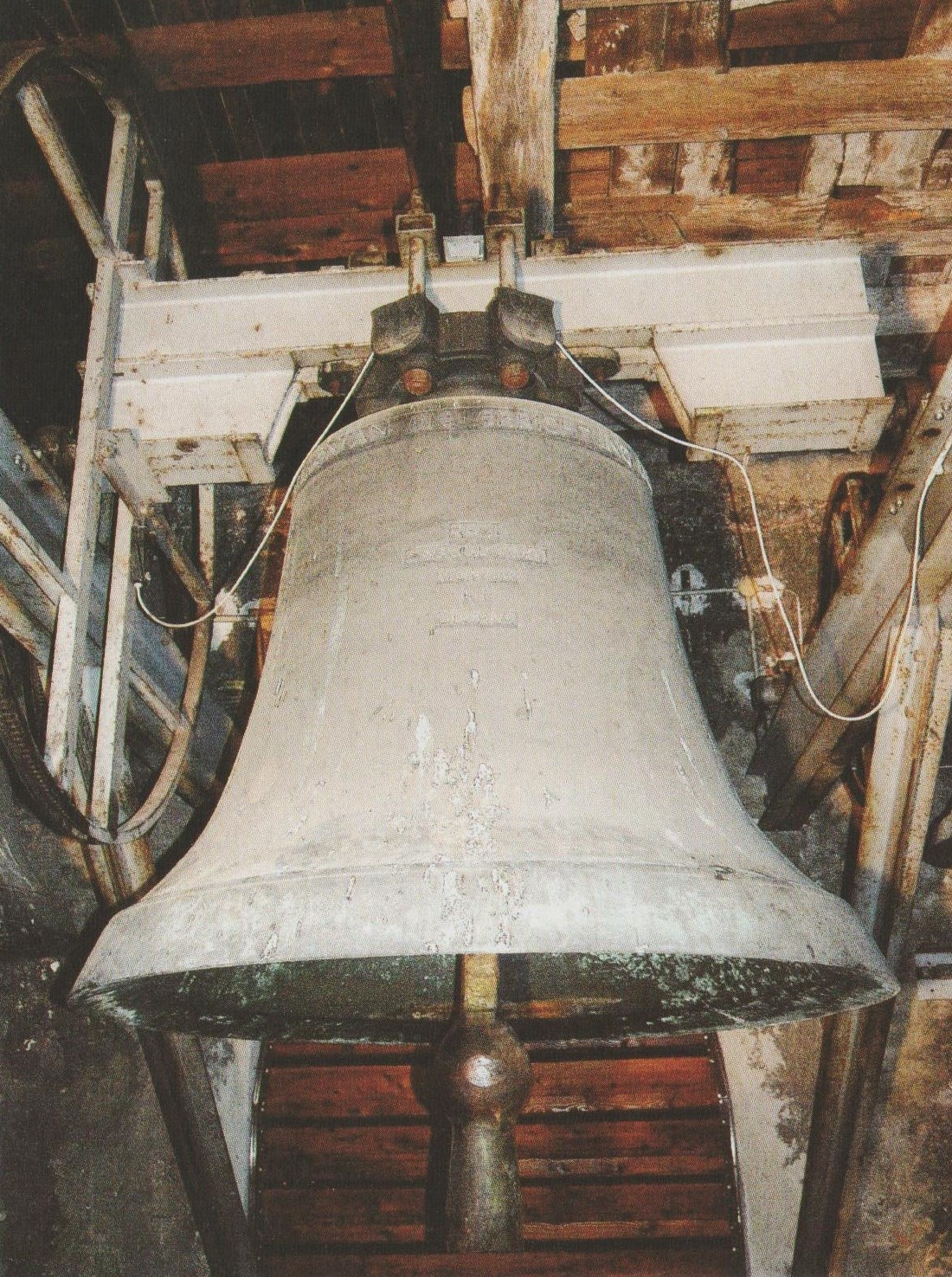
Glocke 1 (Bischofsglocke)

Die älteste datierte Glocke der damaligen Stadtpfarrkirche stammte aus dem Jahre 1590. Weitere Glocken des Vorkriegsgeläutes stammtes aus den Jahren 1691, 1713, 1757 und 1868.
Die Glocken des Zwischenkriegsgeläutes stammten aus der Oberösterreichischen Glockengießerei in St. Florian. Die Glocken wurden 1925 gegossen. Sie hatten die Töne e´, gis´, h´, cis´´. Alle Glocken wurden im Zweiten Weltkrieg für Kriegsmaterial eingeschmolzen.
In der obersten Etage, der Glockenstube des Turmes des Martinsdomes, hängen seit 2013 sieben Bronzeglocken. Die Glocken 2–6 bilden das Sonntagsgeläut. Die Glocke 1 ist die Festtagsglocke. Die Bischofsglocke ist größte burgenländische Kirchenglocke und zweitgrößte Glocke des Bundeslandes. Die kleine Glocke ist die Sterbeglocke.
| Glocke | Name                    | Ton | Gewicht | Gießerei             | Gussjahr |
| ------ | ----------------------- | --- | ------- | -------------------- | -------- |
| 1      | Bischofsglocke          | b°  | 3183 kg | Pfundner, Wien       | 1960     |
| 2      | Dreifaltigkeitsglocke   | d´  | 1557 kg | Pfundner, Wien       | 1956     |
| 3      | Muttergottesglocke      | f´  | 923 kg  | Pfundner, Wien       | 1956     |
| 4      | Michaelsglocke          | g´  | 568 kg  | Pfundner, Wien       | 1956     |
| 5      | Josefsglocke            | b´  | 355 kg  | Pfundner, Wien       | 1956     |
| 6      | Martinsglocke           | d´´ | 185 kg  | Grassmayr, Innsbruck | 2013     |
| 7      | Johannes-Nepomuckglocke | f´´ | 105 kg  | Pfundner, Wien       | 1957     |

## Mit dem Dom verbundene Personen
- Bischöfe von Eisenstadt
- Alfred Zistler (1929–2009), Stadt- und Dompfarrer 1972–1998
- Robert Kovács, Domorganist